# Dix-septième district congressionnel de l'État de New York
Le 17e district congressionnel de New York est un district situé dans le sud de l'État de New York. Il comprend tout le Comté de Rockland et le Comté de Putnam, ainsi que la majeure partie du nord du Comté de Westchester et des parties du sud du Comté de Dutchess. Il est représenté par le Républicain Mike Lawler. C’était l’une des 18 circonscriptions qui auraient voté pour Joe Biden lors de l’élection présidentielle de 2020 si elles avaient existé dans leur configuration actuelle tout en ayant été remportées ou détenues par un Républicain en 2022.
Mondaire Jones a été élu pour la première fois en 2020 pour succéder à la Représentante sortante Nita Lowey. Au lendemain du cycle de redécoupage 2020, le Représentant sortant du 18e district, Sean Patrick Maloney, a annoncé son intention de se présenter dans le nouveau 17e district au lieu de son siège existant ; Jones a ensuite choisi de se présenter dans le 10e district pour éviter la Primaire. Cependant, Maloney a perdu contre le Républicain Mike Lawler aux élections générales ; Lawler est devenu par la suite le premier de son parti à remporter ce siège depuis 1981. La victoire de Lawler a attiré une attention considérable en raison de la position de Maloney en tant que Président du Comité de Campagne du Congrès démocrate ; Maloney est devenu le premier président depuis plus de 40 ans à perdre sa réélection.
Le district compte une population juive importante, y compris des communautés hassidiques conservatrices du Comté de Rockland,.

## Historique de vote
| Année | Poste     | Résultats                  |
| ----- | --------- | -------------------------- |
| 1992  | Président | Clinton 75,0 % – 19,0 %    |
| 1996  | Président | Clinton 85,0 % – 11,0 %    |
| 2000  | Président | Gore 69,0 % – 27,0 %       |
| 2004  | Président | Kerry 67,0 % – 33,0 %      |
| 2008  | Président | Obama 72,0 % – 28,0 %      |
| 2012  | Président | Obama 57,0 % – 41,0 %      |
| 2016  | Président | H. Clinton 52,0 % – 39,0 % |
| 2020  | Président | Biden 60,0 % – 39,0 %      |

## Liste des Représentants du district

### 1803 - 1833: Un siège
| Membre                          | Parti                 | Années                         | Congrès   | Histoire électorale | Zone géographique                                                            |
| ------------------------------- | --------------------- | ------------------------------ | --------- | --- | ---------------------------------------------------------------------------- |
| District établit le 4 mars 1803 |                       |                                |           | |                                                                              |
| Oliver Phelps (en)              | Républicain-Démocrate | 4 mars 1803 - 3 mars 1805      | 8e        | Élu en 1802. | 1803–1809                                                                    |
| Silas Halsey (en)               | Républicain-Démocrate | 4 mars 1805 - 3 mars 1807      | 9e        | Élu en 1804. Perd sa réélection. | 1803–1809                                                                    |
| John Harris (en)                | Républicain-Démocrate | 4 mars 1807 - 3 mars 1809      | 10e       | Élu en 1806. Perd sa réélection. | 1803–1809                                                                    |
| District inactif                | District inactif      | 4 mars 1809 - 3 mars 1813      | 11e , 12e | |                                                                              |
| William S. Smith (en)           | Fédéraliste           | 4 mars 1813 - 3 mars 1815      | 13e       | Élu en 1812. Réélu en 1814 mais n'a pas réclamé le siège.                                                                            | 1813–1823 Comté d'Herkimer (sauf la ville de Danube) et le Comté de Madison. |
| Vacant                          | Vacant                | 4 mars 1815 - 13 décembre 1815 | 14e       | | 1813–1823 Comté d'Herkimer (sauf la ville de Danube) et le Comté de Madison. |
| Westel Willoughby Jr. (en)      | Républicain-Démocrate | 13 décembre 1815 - 3 mars 1817 | 14e       | Conteste avec succès l'élection de Smith.                                                                                            | 1813–1823 Comté d'Herkimer (sauf la ville de Danube) et le Comté de Madison. |
| Thomas H. Hubbard (en)          | Républicain-Démocrate | 4 mars 1817 - 3 mars 1819      | 15e       | Élu en 1816. | 1813–1823 Comté d'Herkimer (sauf la ville de Danube) et le Comté de Madison. |
| Aaron Hackley Jr. (en)          | Républicain-Démocrate | 4 mars 1819 - 3 mars 1821      | 16e       | Élu en 1818. | 1813–1823 Comté d'Herkimer (sauf la ville de Danube) et le Comté de Madison. |
| Vacant                          | Vacant                | 4 mars 1821 - 3 décembre 1821  | 17e       | Les élections ont eu lieu en avril 1821, mais il n'est pas clair quand les résultats ont été annoncés.                               | 1813–1823 Comté d'Herkimer (sauf la ville de Danube) et le Comté de Madison. |
| Thomas H. Hubbard (en)          | Républicain-Démocrate | 3 décembre 1821 - 3 mars 1823  | 17e       | Élu en 1821. | 1813–1823 Comté d'Herkimer (sauf la ville de Danube) et le Comté de Madison. |
| John W. Taylor                  | Républicain-Démocrate | 4 mars 1823 - 3 mars 1825      | 18e - 22e | Redécoupage depuis le 11e district et réélu en 1822. Réélu en 1824. Réélu en 1826. Réélu en 1828. Réélu en 1830. Perd sa réélection. | Comté de Saratoga                                                            |
| John W. Taylor                  | Anti-Jacksonien       | 4 mars 1825 - 3 mars 1833      | 18e - 22e | Redécoupage depuis le 11e district et réélu en 1822. Réélu en 1824. Réélu en 1826. Réélu en 1828. Réélu en 1830. Perd sa réélection. | Comté de Saratoga                                                            |

### 1833 - 1843: Deux sièges
De 1833 à 1843, deux sièges furent attribués au 17e district, élus at-large sur un seul bulletin de vote.

#### Siège A
| Membre                 | Parti           | Années                         | Congrès   | Histoire électorale                                                                                  |
| ---------------------- | --------------- | ------------------------------ | --------- | --- |
| Samuel Beardsley (en)  | Jacksonien (en) | 4 mars 1833 - 29 mars 1836     | 23e , 24e | Redécoupage depuis le 14e et réélu en 1832. Réélu en 1834. Démissionne pour devenir Juge de Circuit. |
| Vacant                 | Vacant          | 29 mars 1836 - 9 novembre 1836 | 24e       | |
| Rutger B. Miller (en)  | Jacksonien (en) | 9 novembre 1836 - 3 mars 1837  | 24e       | Élu pour terminer le mandat de Beardsley.                                                            |
| Henry A. Foster (en)   | Démocrate       | 4 mars 1837 - 3 mars 1839      | 25e       | Élu en 1836.                                                                                         |
| David P. Brewster (en) | Démocrate       | 4 mars 1839 - 3 mars 1843      | 26e , 27e | Élu en 1838. Réélu en 1840.                                                                          |

#### Siège B
| Membre                | Parti           | Années                    | Congrès   | Histoire électorale         |
| --------------------- | --------------- | ------------------------- | --------- | --------------------------- |
| Joel Turrill (en)     | Jacksonien (en) | 4 mars 1833 - 3 mars 1837 | 23e , 24e | Élu en 1832. Réélu en 1834. |
| Abraham P. Grant (en) | Démocrate       | 4 mars 1837 - 3 mars 1839 | 25e       | Élu en 1836.                |
| John G. Floyd (en)    | Démocrate       | 4 mars 1839 - 3 mars 1843 | 26e , 27e | Élu en 1838. Réélu en 1840. |

### 1843 - Présent: Un siège
| Membre                       | Parti                      | Années                                | Congrès     | Histoire électorale | Zone géographique                                                                |
| ---------------------------- | -------------------------- | ------------------------------------- | ----------- | --- | -------------------------------------------------------------------------------- |
| Charles S. Benton (en)       | Démocrate                  | 4 mars 1843 - 3 mars 1847             | 28e , 29e   | Élu en 1842. Réélu en 1844. |                                                                                  |
| George Petrie (en)           | Démocrate Indépendant (en) | 4 mars 1847 - 3 mars 1849             | 30e         | Élu en 1846. |                                                                                  |
| Henry P. Alexander (en)      | Whig                       | 4 mars 1849 - 3 mars 1851             | 31e         | Élu en 1848. |                                                                                  |
| Alexander H. Buell (en)      | Démocrate                  | 4 mars 1851 - 29 janvier 1853         | 32e         | Élu en 1850. Décès. |                                                                                  |
| Vacant                       | Vacant                     | 29 janvier 1853 - 3 mars 1853         | 32e         | |                                                                                  |
| Bishop Perkins (en)          | Démocrate                  | 4 mars 1853 - 3 mars 1855             | 33e         | Élu en 1852. |                                                                                  |
| Francis E. Spinner (en)      | Démocrate                  | 4 mars 1855 - 3 mars 1857             | 34e - 36e   | Élu en 1854. Réélu en 1856. Réélu en 1858. |                                                                                  |
| Francis E. Spinner (en)      | Républicain                | 4 mars 1857 - 3 mars 1861             | 34e - 36e   | Élu en 1854. Réélu en 1856. Réélu en 1858. |                                                                                  |
| Socrates N. Sherman (en)     | Républicain                | 4 mars 1861 - 3 mars 1863             | 37e         | Élu en 1860. |                                                                                  |
| Calvin T. Hulburd (en)       | Républicain                | 4 mars 1863 - 3 mars 1869             | 38e - 40e   | Élu en 1862. Réélu en 1864. Réélu en 1866. |                                                                                  |
| William A. Wheeler           | Républicain                | 4 mars 1869 - 3 mars 1873             | 41e , 42e   | Élu en 1868. Réélu en 1870. Redécoupage vers le 18e district. |                                                                                  |
| Robert S. Hale (en)          | Républicain                | 4 mars 1873 - 3 mars 1875             | 43e         | Élu en 1872. |                                                                                  |
| Martin I. Townsend (en)      | Républicain                | 4 mars 1875 - 3 mars 1879             | 44e , 45e   | Élu en 1874. Réélu en 1876. |                                                                                  |
| Walter A. Wood (en)          | Républicain                | 4 mars 1879 - 3 mars 1883             | 46e , 47e   | Élu en 1878. Réélu en 1880. |                                                                                  |
| Henry G. Burleigh (en)       | Républicain                | 4 mars 1883 - 3 mars 1885             | 48e         | Élu en 1882. Redécoupage vers le 18e district. |                                                                                  |
| James G. Lindsley (en)       | Républicain                | 4 mars 1885 - 3 mars 1887             | 49e         | Élu en 1884. |                                                                                  |
| Stephen T. Hopkins (en)      | Républicain                | 4 mars 1887 - 3 mars 1889             | 50e         | Élu en 1886. |                                                                                  |
| Charles J. Knapp (en)        | Républicain                | 4 mars 1889 - 3 mars 1891             | 51e         | Élu en 1888. |                                                                                  |
| Isaac N. Cox (en)            | Démocrate                  | 4 mars 1891 - 3 mars 1893             | 52e         | Élu en 1890. |                                                                                  |
| Francis Marvin (en)          | Républicain                | 4 mars 1893 - 3 mars 1895             | 53e         | Élu en 1892. |                                                                                  |
| Benjamin B. Odell Jr. (en)   | Républicain                | 4 mars 1895 - 3 mars 1899             | 54e , 55e   | Élu en 1894. Réélu en 1896. |                                                                                  |
| Arthur S. Tompkins (en)      | Républicain                | 4 mars 1899 - 3 mars 1903             | 56e , 57e   | Élu en 1898. Réélu en 1900. |                                                                                  |
| Francis E. Shober (en)       | Démocrate                  | 4 mars 1903 - 3 mars 1905             | 58e         | Élu en 1902. |                                                                                  |
| William S. Bennett (en)      | Républicain                | 4 mars 1905 - 3 mars 1911             | 59e - 61e   | Élu en 1904. Réélu en 1906. Réélu en 1908. |                                                                                  |
| Henry George Jr. (en)        | Démocrate                  | 4 mars 1911 - 3 mars 1913             | 62e         | Élu en 1910. Redécoupage vers le 21e district. |                                                                                  |
| John F. Carew (en)           | Démocrate                  | 4 mars 1913 - 3 mars 1919             | 63e - 65e   | Élu en 1912. Réélu en 1914. Réélu en 1916. Redécoupage vers le 18e district. |                                                                                  |
| Herbert Pell (en)            | Démocrate                  | 4 mars 1919 - 3 mars 1921             | 66e         | Élu en 1918. |                                                                                  |
| Ogden L. Mills               | Républicain                | 4 mars 1921 - 3 mars 1927             | 67e - 69e   | Élu en 1920. Réélu en 1922. Réélu en 1924. |                                                                                  |
| William H. Cohen (en)        | Démocrate                  | 4 mars 1927 - 3 mars 1929             | 70e         | Élu en 1926. |                                                                                  |
| Ruth Baker Pratt             | Républicain                | 4 mars 1929 - 3 mars 1933             | 71e , 72e   | Élue en 1928. Réélue en 1930. |                                                                                  |
| Theodore A. Peyser (en)      | Démocrate                  | 4 mars 1933 - 8 août 1937             | 73e - 75e   | Élu en 1932. Réélu en 1934. Réélu en 1936. Décès. |                                                                                  |
| Vacant                       | Vacant                     | 8 août 1937 - 2 novembre 1937         | 75e         | |                                                                                  |
| Bruce F. Barton (en)         | Républicain                | 2 novembre 1937 - 3 janvier 1941      | 75e , 76e   | Élu pour terminer le mandat de Peyser. Réélu en 1938. |                                                                                  |
| Kenneth F. Simpson (en)      | Républicain                | 3 janvier 1941 - 25 janvier 1941      | 77e         | Élu en 1940. Décès. |                                                                                  |
| Vacant                       | Vacant                     | 29 janvier 1941 - 11 mars 1941        | 77e         | |                                                                                  |
| Joseph C. Baldwin (en)       | Républicain                | 11 mars 1941 - 3 janvier 1947         | 77e - 79e   | Élu pour terminer le mandat de Simpson. Réélu en 1942. Réélu en 1944. |                                                                                  |
| Frederic R. Coudert Jr. (en) | Républicain                | 3 janvier 1947 - 3 janvier 1959       | 80e - 85e   | Élu en 1946. Réélu en 1948. Réélu en 1950. Réélu en 1952. Réélu en 1954. Réélu en 1956. |                                                                                  |
| John V. Lindsay              | Républicain                | 3 janvier 1959 - 31 décembre 1965     | 86e - 89e   | Élu en 1958. Réélu en 1960. Réélu en 1962. Réélu en 1964. Démissionne après avoir été élu Maire de New York City. |                                                                                  |
| Vacant                       | Vacant                     | 1er janvier 1966 - 7 février 1966     | 89e         | |                                                                                  |
| Theodore R. Kupferman (en)   | Républicain                | 8 février 1966 - 3 janvier 1969       | 89e , 90e   | Élu pour terminer le mandat de Lindsay. Réélu en 1966. |                                                                                  |
| Ed Koch                      | Démocrate                  | 3 janvier 1969 - 3 janvier 1973       | 91e , 92e   | Élu en 1968. Réélu en 1970. Redécoupage vers le 18e district. |                                                                                  |
| John M. Murphy (en)          | Démocrate                  | 3 janvier 1973 - 3 janvier 1981       | 93e - 96e   | Redécoupage depuis le 16e district et réélu en 1972. Réélu en 1974. Réélu en 1976. Réélu en 1978. |                                                                                  |
| Guy Molinari                 | Républicain                | 3 janvier 1981 - 3 janvier 1983       | 97e         | Élu en 1980. Redécoupage vers le 14e district. |                                                                                  |
| Ted Weiss (en)               | Démocrate                  | 3 janvier 1983 - 14 septembre 1992    | 98e - 102e  | Redécoupage depuis le 20e district et réélu en 1982. Réélu en 1984. Réélu en 1986. Réélu en 1988. Réélu en 1990. Décède. |                                                                                  |
| Vacant                       | Vacant                     | September 15, 1992 – November 2, 1992 | 102e        | |                                                                                  |
| Jerry Nadler                 | Démocrate                  | 3 novembre 1992 - 3 janvier 1993      | 102e        | Élu pour terminer le mandat de Weiss. Redécoupage vers le 8e district. |                                                                                  |
| Eliot Engel                  | Démocrate                  | 3 janvier 1993 - 3 janvier 2013       | 103e - 112e | Redécoupage depuis le 19e district et réélu en 1992. Réélu en 1994. Réélu en 1996.Réélu en 1998. Réélu en 2000. Réélu en 2002. Réélu en 2004. Réélu en 2006. Réélu en 2008. Réélu en 2010. Redécoupage vers le 16e district. |                                                                                  |
| Eliot Engel                  | Démocrate                  | 3 janvier 1993 - 3 janvier 2013       | 103e - 112e | Redécoupage depuis le 19e district et réélu en 1992. Réélu en 1994. Réélu en 1996.Réélu en 1998. Réélu en 2000. Réélu en 2002. Réélu en 2004. Réélu en 2006. Réélu en 2008. Réélu en 2010. Redécoupage vers le 16e district. | 2003–2013 Parties du Bronx et Comtés de Rockland et Westchester                  |
| Nita Lowey                   | Démocrate                  | 3 janvier 2013 - 3 janvier 2021       | 113e - 116e | Redécoupage depuis le 18e district et réélue en 2012. Réélue en 2014. Réélue en 2016. Réélue en 2018. | 2013–2023 Comté de Rockland et parties du Westchester                            |
| Mondaire Jones               | Démocrate                  | 3 janvier 2021 - 3 janvier 2023       | 117e        | Élu en 2020. Se présente dans le 10e district et perd sa renomination. | 2013–2023 Comté de Rockland et parties du Westchester                            |
| Mike Lawler                  | Républicain                | 3 janvier 2023 - Présent              | 118e        | Élu en 2022. | 2023–2025 Comtés de Rockland, Putnam, Westchester et partie du Comté de Dutchess |

## Résultats des récentes élections
Voici les résultats des dix précédents cycles électoraux dans le district.

### 2004
| Élection de 2004 du 17e district congressionnel de New York | Élection de 2004 du 17e district congressionnel de New York | Élection de 2004 du 17e district congressionnel de New York | Élection de 2004 du 17e district congressionnel de New York | Élection de 2004 du 17e district congressionnel de New York |
| ----------------------------------------------------------- | ----------------------------------------------------------- | ----------------------------------------------------------- | ----------------------------------------------------------- | ----------------------------------------------------------- |
| Parti                                                       | Parti                                                       | Candidat                                                    | Votes                                                       | %                                                           |
|                                                             | Démocrate                                                   | Eliot Engel (sortant)                                       | 140 530                                                     | 76,2                                                        |
|                                                             | Républicain                                                 | Matt E. Brennan                                             | 40 524                                                      | 22,0                                                        |
|                                                             | Conservateur (en)                                           | Kevin Brawley                                               | 3 482                                                       | 1,9                                                         |
| Total des votes                                             | Total des votes                                             | Total des votes                                             | 184 536                                                     | 100 %                                                       |
|                                                             | Les Démocrates conservent                                   |                                                             |                                                             |                                                             |

### 2006
| Élection de 2006 du 17e district congressionnel de New York | Élection de 2006 du 17e district congressionnel de New York | Élection de 2006 du 17e district congressionnel de New York | Élection de 2006 du 17e district congressionnel de New York | Élection de 2006 du 17e district congressionnel de New York |
| ----------------------------------------------------------- | ----------------------------------------------------------- | ----------------------------------------------------------- | ----------------------------------------------------------- | ----------------------------------------------------------- |
| Parti                                                       | Parti                                                       | Candidat                                                    | Votes                                                       | %                                                           |
|                                                             | Démocrate                                                   | Eliot Engel (sortant)                                       | 93 614                                                      | 76,4                                                        |
|                                                             | Républicain                                                 | Jim Faulkner                                                | 28 842                                                      | 23,6                                                        |
| Total des votes                                             | Total des votes                                             | Total des votes                                             | 122 456                                                     | 100 %                                                       |
|                                                             | Les Démocrates conservent                                   |                                                             |                                                             |                                                             |

### 2008
| Élection de 2008 du 17e district congressionnel de New York | Élection de 2008 du 17e district congressionnel de New York | Élection de 2008 du 17e district congressionnel de New York | Élection de 2008 du 17e district congressionnel de New York | Élection de 2008 du 17e district congressionnel de New York |
| ----------------------------------------------------------- | ----------------------------------------------------------- | ----------------------------------------------------------- | ----------------------------------------------------------- | ----------------------------------------------------------- |
| Parti                                                       | Parti                                                       | Candidat                                                    | Votes                                                       | %                                                           |
|                                                             | Démocrate                                                   | Eliot Engel (sortant)                                       | 149 676                                                     | 65,9                                                        |
|                                                             | Républicain                                                 | Robert Goodman                                              | 35 994                                                      | 15,8                                                        |
|                                                             | Blanc / Nuls                                                | Blanc / Nuls                                                | 41 464                                                      | 18,3                                                        |
| Total des votes                                             | Total des votes                                             | Total des votes                                             | 227 134                                                     | 100 %                                                       |
|                                                             | Les Démocrates conservent                                   |                                                             |                                                             |                                                             |

### 2010
| Élection de 2010 du 17e district congressionnel de New York | Élection de 2010 du 17e district congressionnel de New York | Élection de 2010 du 17e district congressionnel de New York | Élection de 2010 du 17e district congressionnel de New York | Élection de 2010 du 17e district congressionnel de New York |
| ----------------------------------------------------------- | ----------------------------------------------------------- | ----------------------------------------------------------- | ----------------------------------------------------------- | ----------------------------------------------------------- |
| Parti                                                       | Parti                                                       | Candidat                                                    | Votes                                                       | %                                                           |
|                                                             | Démocrate                                                   | Eliot Engel (sortant)                                       | 95 346                                                      | 68,5                                                        |
|                                                             | Républicain                                                 | Anthony Mele                                                | 29 792                                                      | 21,4                                                        |
|                                                             | Blanc / Nuls                                                | Blanc / Nuls                                                | 8 327                                                       | 6                                                           |
|                                                             | Conservateur (en)                                           | York J. Kleinhandler                                        | 5 661                                                       | 4,1                                                         |
| Total des votes                                             | Total des votes                                             | Total des votes                                             | 139 126                                                     | 100 %                                                       |
|                                                             | Les Démocrates conservent                                   |                                                             |                                                             |                                                             |

### 2012
| Élection de 2012 du 17e district congressionnel de New York | Élection de 2012 du 17e district congressionnel de New York | Élection de 2012 du 17e district congressionnel de New York | Élection de 2012 du 17e district congressionnel de New York | Élection de 2012 du 17e district congressionnel de New York |
| ----------------------------------------------------------- | ----------------------------------------------------------- | ----------------------------------------------------------- | ----------------------------------------------------------- | ----------------------------------------------------------- |
| Parti                                                       | Parti                                                       | Candidat                                                    | Votes                                                       | %                                                           |
|                                                             | Démocrate                                                   | Nita Lowey                                                  | 171 417                                                     | 57,6                                                        |
|                                                             | Républicain                                                 | Joe Carvin                                                  | 91 899                                                      | 30,9                                                        |
|                                                             | Blanc / Nuls                                                | Blanc / Nuls                                                | 31 292                                                      | 10,5                                                        |
|                                                             | Indépendant                                                 | Francis Morganthaler                                        | 2 771                                                       | 0,9                                                         |
| Total des votes                                             | Total des votes                                             | Total des votes                                             | 297 379                                                     | 100 %                                                       |
|                                                             | Les Démocrates conservent                                   |                                                             |                                                             |                                                             |

### 2014
| Élection de 2014 du 17e district congressionnel de New York | Élection de 2014 du 17e district congressionnel de New York | Élection de 2014 du 17e district congressionnel de New York | Élection de 2014 du 17e district congressionnel de New York | Élection de 2014 du 17e district congressionnel de New York |
| ----------------------------------------------------------- | ----------------------------------------------------------- | ----------------------------------------------------------- | ----------------------------------------------------------- | ----------------------------------------------------------- |
| Parti                                                       | Parti                                                       | Candidat                                                    | Votes                                                       | %                                                           |
|                                                             | Démocrate                                                   | Nita Lowey (sortante)                                       | 98 150                                                      | 54,0                                                        |
|                                                             | Républicain                                                 | Chris Day                                                   | 75 781                                                      | 41,7                                                        |
|                                                             | Blanc / Nuls                                                | Blanc / Nuls                                                | 7 743                                                       | 4,3                                                         |
| Total des votes                                             | Total des votes                                             | Total des votes                                             | 181 674                                                     | 100 %                                                       |
|                                                             | Les Démocrates conservent                                   |                                                             |                                                             |                                                             |

### 2016
| Élection de 2016 du 17e district congressionnel de New York | Élection de 2016 du 17e district congressionnel de New York | Élection de 2016 du 17e district congressionnel de New York | Élection de 2016 du 17e district congressionnel de New York | Élection de 2016 du 17e district congressionnel de New York |
| ----------------------------------------------------------- | ----------------------------------------------------------- | ----------------------------------------------------------- | ----------------------------------------------------------- | ----------------------------------------------------------- |
| Parti                                                       | Parti                                                       | Candidat                                                    | Votes                                                       | %                                                           |
|                                                             | Démocrate                                                   | Nita Lowey (sortante)                                       | 214 530                                                     | 100%                                                        |
|                                                             | Les Démocrates conservent                                   |                                                             |                                                             |                                                             |

### 2018
| Élection de 2018 du 17e district congressionnel de New York | Élection de 2018 du 17e district congressionnel de New York | Élection de 2018 du 17e district congressionnel de New York | Élection de 2018 du 17e district congressionnel de New York | Élection de 2018 du 17e district congressionnel de New York |
| ----------------------------------------------------------- | ----------------------------------------------------------- | ----------------------------------------------------------- | ----------------------------------------------------------- | ----------------------------------------------------------- |
| Parti                                                       | Parti                                                       | Candidat                                                    | Votes                                                       | %                                                           |
|                                                             | Démocrate                                                   | Nita Lowey (sortante)                                       | 170 168                                                     | 88,0                                                        |
|                                                             | Réforme                                                     | Joseph Ciardullo                                            | 23 150                                                      | 12,0                                                        |
| Total des votes                                             | Total des votes                                             | Total des votes                                             | 193 318                                                     | 100 %                                                       |
|                                                             | Les Démocrates conservent                                   |                                                             |                                                             |                                                             |

### 2020
| Élection de 2020 du 17e district congressionnel de New York | Élection de 2020 du 17e district congressionnel de New York | Élection de 2020 du 17e district congressionnel de New York | Élection de 2020 du 17e district congressionnel de New York | Élection de 2020 du 17e district congressionnel de New York |
| ----------------------------------------------------------- | ----------------------------------------------------------- | ----------------------------------------------------------- | ----------------------------------------------------------- | ----------------------------------------------------------- |
| Parti                                                       | Parti                                                       | Candidat                                                    | Votes                                                       | %                                                           |
|                                                             | Démocrate                                                   | Mondaine Jones                                              | 197 353                                                     | 59,3                                                        |
|                                                             | Républicain                                                 | Maureen McArdle Schulman                                    | 117 307                                                     | 35,3                                                        |
|                                                             | Conservateur (en)                                           | Yehudis Gottesfeld                                          | 8 887                                                       | 2,7                                                         |
|                                                             | Indépendant                                                 | Joshua Eisen                                                | 6 363                                                       | 1,9                                                         |
|                                                             | SAM (en)                                                    | Michael Parietti                                            | 2 745                                                       | 0,8                                                         |
| Total des votes                                             | Total des votes                                             | Total des votes                                             | 332 655                                                     | 100 %                                                       |
|                                                             | Les Démocrates conservent                                   |                                                             |                                                             |                                                             |

### 2022
| Primaire Démocrate de 2022 du 17e district congressionnel de New York | Primaire Démocrate de 2022 du 17e district congressionnel de New York | Primaire Démocrate de 2022 du 17e district congressionnel de New York | Primaire Démocrate de 2022 du 17e district congressionnel de New York | Primaire Démocrate de 2022 du 17e district congressionnel de New York |
| --------------------------------------------------------------------- | --------------------------------------------------------------------- | --------------------------------------------------------------------- | --------------------------------------------------------------------- | --------------------------------------------------------------------- |
| Parti                                                                 | Parti                                                                 | Candidat                                                              | Votes                                                                 | %                                                                     |
|                                                                       | Démocrate                                                             | Sean Patrick Maloney (sortant)                                        | 24 535                                                                | 66,3                                                                  |
|                                                                       | Démocrate                                                             | Alessandra Biaggi                                                     | 12 266                                                                | 33,1                                                                  |

| Primaire Républicaine de 2022 du 17e district congressionnel de New York | Primaire Républicaine de 2022 du 17e district congressionnel de New York | Primaire Républicaine de 2022 du 17e district congressionnel de New York | Primaire Républicaine de 2022 du 17e district congressionnel de New York | Primaire Républicaine de 2022 du 17e district congressionnel de New York |
| ------------------------------------------------------------------------ | ------------------------------------------------------------------------ | ------------------------------------------------------------------------ | ------------------------------------------------------------------------ | ------------------------------------------------------------------------ |
| Parti                                                                    | Parti                                                                    | Candidat                                                                 | Votes                                                                    | %                                                                        |
|                                                                          | Républicain                                                              | Mike Lawler                                                              | 12 317                                                                   | 74,7                                                                     |
|                                                                          | Républicain                                                              | William Faulkner                                                         | 1 958                                                                    | 11,9                                                                     |
|                                                                          | Républicain                                                              | Charles Falciglia                                                        | 1 392                                                                    | 8,4                                                                      |
|                                                                          | Républicain                                                              | Shoshana David                                                           | 491                                                                      | 3,0                                                                      |
|                                                                          | Républicain                                                              | Jack Schrepel                                                            | 188                                                                      | 1,1                                                                      |

| Élection de 2022 du 17e district congressionnel de New York | Élection de 2022 du 17e district congressionnel de New York | Élection de 2022 du 17e district congressionnel de New York | Élection de 2022 du 17e district congressionnel de New York | Élection de 2022 du 17e district congressionnel de New York |
| ----------------------------------------------------------- | ----------------------------------------------------------- | ----------------------------------------------------------- | ----------------------------------------------------------- | ----------------------------------------------------------- |
| Parti                                                       | Parti                                                       | Candidat                                                    | Votes                                                       | %                                                           |
|                                                             | Républicain                                                 | Mike Lawler                                                 | 143 550                                                     | 50,3                                                        |
|                                                             | Démocrate                                                   | Sean Patrick Maloney (sortant)                              | 141 730                                                     | 49,7                                                        |
|                                                             | Write-In                                                    | Write-In                                                    | 150                                                         | 0,1                                                         |
| Total des votes                                             | Total des votes                                             | Total des votes                                             | 285 430                                                     | 100 %                                                       |
|                                                             | Les Démocrates conservent                                   |                                                             |                                                             |                                                             |

### 2024
Les Primaires Démocrates et Républicaines ont été annulées. Mondaire Jones (D) et Michael Lawler (R-Sortant)  avancent vers l'Élection Générale.
| Élection de 2024 du 17e district congressionnel de New York | Élection de 2024 du 17e district congressionnel de New York | Élection de 2024 du 17e district congressionnel de New York | Élection de 2024 du 17e district congressionnel de New York | Élection de 2024 du 17e district congressionnel de New York |
| ----------------------------------------------------------- | ----------------------------------------------------------- | ----------------------------------------------------------- | ----------------------------------------------------------- | ----------------------------------------------------------- |
| Parti                                                       | Parti                                                       | Candidat                                                    | Votes                                                       | %                                                           |
|                                                             | Républicain                                                 | Mike Lawler (sortant)                                       | TBD                                                         | TBD                                                         |
|                                                             | Démocrate                                                   | Mondaire Jones                                              | TBD                                                         | TBD                                                         |
|                                                             | Working Families                                            | Anthony Frascone                                            | TBD                                                         | TBD                                                         |
| Total des votes                                             | Total des votes                                             | Total des votes                                             | TBD                                                         | 100 %                                                       |
|                                                             |                                                             |                                                             |                                                             |                                                             |

## Frontières historiques du district
Divers districts de New York ont été numérotés « 17 » au fil des ans, notamment des zones de la ville de New York et diverses parties du nord de l'État de New York. De 2003 à 2013, le 17e district englobait des parties du Bronx, du Comté de Westchester et du Comté de Rockland. Il comprenait les quartiers de Norwood, Riverdale, Wakefield, Williamsbridge et Woodlawn dans le Bronx ; la ville de Mount Vernon et certaines parties de Yonkers à Westchester ; et Monsey, Nanuet, Pearl River, Orangetown, Sparkill, Spring Valley, Haverstraw et Suffern dans le Comté de Rockland.
1843 - 1853 : Montgomery
1913 - 1973 : Parties de Manhattan
1973 - 1983 : La totalité de Staten Island et des Parties de Manhattan
1983 - 1993 : Parties du Bronx et de Manhattan
1993 - 2003 : Parties du Bronx et de Westchester
2003 - 2013 : Parties du Bronx, Rockland, Westchester
2013 - 2023 : La totalité de Rockland et des Parties de Westchester
2023 - Présent : La totalité de Putnam, Rockland et des Parties de Dutchess et Westchester

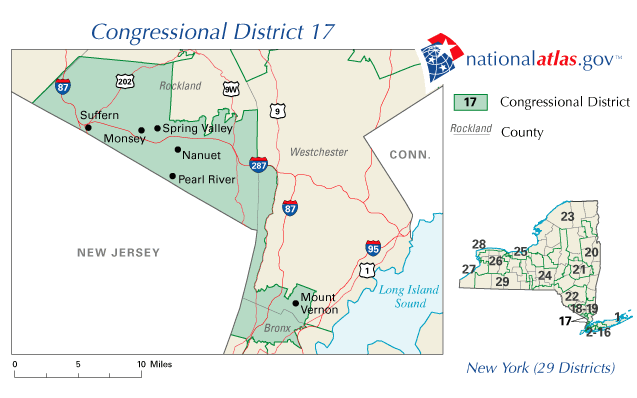
2003 - 2013

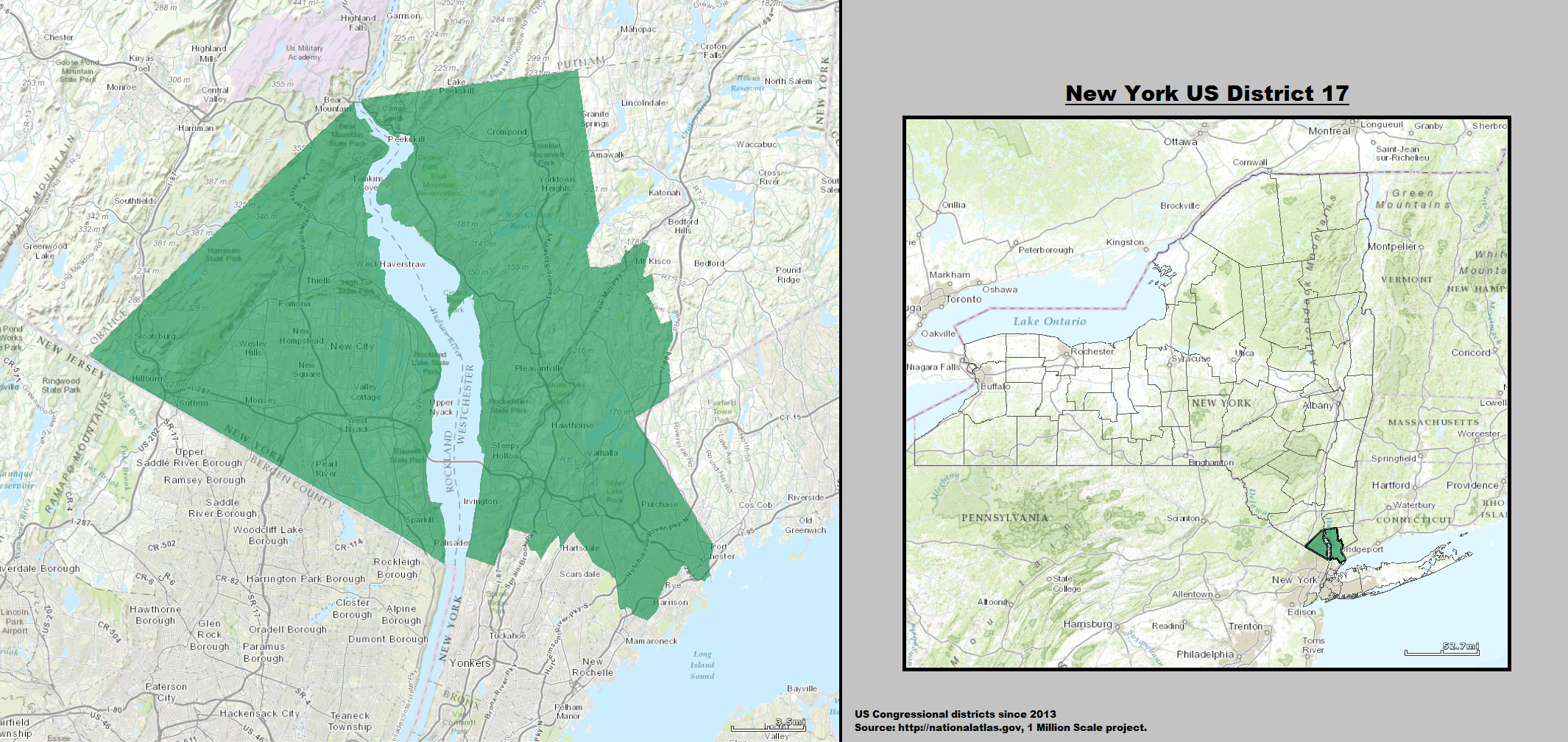
2013 - 2023